# Niederstadtfeld
Niederstadtfeld ist eine Ortsgemeinde im Landkreis Vulkaneifel in Rheinland-Pfalz. Sie gehört der Verbandsgemeinde Daun an.

## Geographie

### Geographische Lage
Der Ort Niederstadtfeld liegt ca. 8 km von Daun, südwestlich in Richtung Bitburg in der Nähe der B 257 und ist direkt über die Landesstraße 27 zu erreichen. Die ursprüngliche Ortschaft (heutiger Ortskern) ist auf einer Erhebung zwischen den Bachtälern Kälberbach und Schwemmbach in einem Seitental der „Kleinen Kyll“ angesiedelt.
Das Tal der „Kleinen Kyll“ ist Teil des Landschaftsschutzgebietes „Zwischen Ueß und Kyll“. Die neuere Bebauung erstreckt sich heute weiter über diese Erhebung zwischen Schwemmbachtal und Kälberbachtal sowie entlang der Hanglage der „Kleinen Kyll“, wobei im Tal die Sportanlage, die Grund- und Hauptschule und die Tennisanlage ihren Platz gefunden haben.
Die Höhenlage des Ortes bewegt sich zwischen 386 und 420 m ü. NHN mit einer gesamten Katasterfläche von 913 ha, wovon 465 ha alleine Waldflächen und immerhin noch 345 ha landwirtschaftliche Flächen darstellen.

### Ortsteile und Wohnplätze
Zu Niederstadtfeld gehören auch die Wohnplätze Altenberger Hof, Heilsberger Hof und Trombacher Hof.

### Nachbarorte
Bleckhausen,
Deudesfeld,
Meisburg,
Neroth,
Oberstadtfeld,
Salm,
Schutz,
Üdersdorf,
Wallenborn,
Weidenbach.

## Geschichte
Historische Daten
- 1016 erste urkundliche Erwähnung des Ortes Stadefeld
- 1330 erste Erwähnung der Kirche von Stadefeld
- 1794 Brand im Unterdorf

Bevölkerungsentwicklung
Die Entwicklung der Einwohnerzahl von Niederstadtfeld, die Werte von 1871 bis 1987 beruhen auf Volkszählungen:
| Jahr | Einwohner |
| 1815 | 189       |
| 1835 | 273       |
| 1871 | 352       |
| 1905 | 359       |
| 1939 | 390       |
| 1950 | 413       |

| Jahr | Einwohner |
| 1961 | 439       |
| 1970 | 498       |
| 1987 | 471       |
| 1997 | 523       |
| 2005 | 497       |
| 2023 | 472       |

## Politik

### Bürgermeister
Günter Horten wurde 2009 Ortsbürgermeister von Niederstadtfeld. Bei der Direktwahl am 26. Mai 2019 wurde er mit einem Stimmenanteil von 94,70 % für weitere fünf Jahre in seinem Amt bestätigt. Er wurde im Juni 2024 wiedergewählt.

### Wappen
| Wappen von Niederstadtfeld | Blasonierung: „Von Gold, Rot und Silber zweimal geteilt, oben ein roter Zickzackbalken, in der Mitte eine silberne Waage, unten ein blaues Zahnrad.“ |
| Wappen von Niederstadtfeld | Wappenbegründung: Niederstadtfeld gehörte seit 1565 den Grafen von Manderscheid und war bis zum Ende des 18. Jahrhunderts ein Ort im Kurtrierischen Amt Manderscheid. Der rote Zickzackbalken ist dem Wappen der Herren von Manderscheid entnommen. Im Hochgericht Manderscheid besaß Niederstadtfeld ein eigenes Gericht für Niederstadtfeld, Schutz und Deudesfeld. Die silberne Waage soll dies dokumentieren. Das Zahnrad im unteren Wappenteil weist einmal auf die frühen handwerklichen Anfänge in Niederstadtfeld, zum anderen aber auch auf den heute ansässigen Industriebetrieb hin. |

## Kultur und Sehenswürdigkeiten

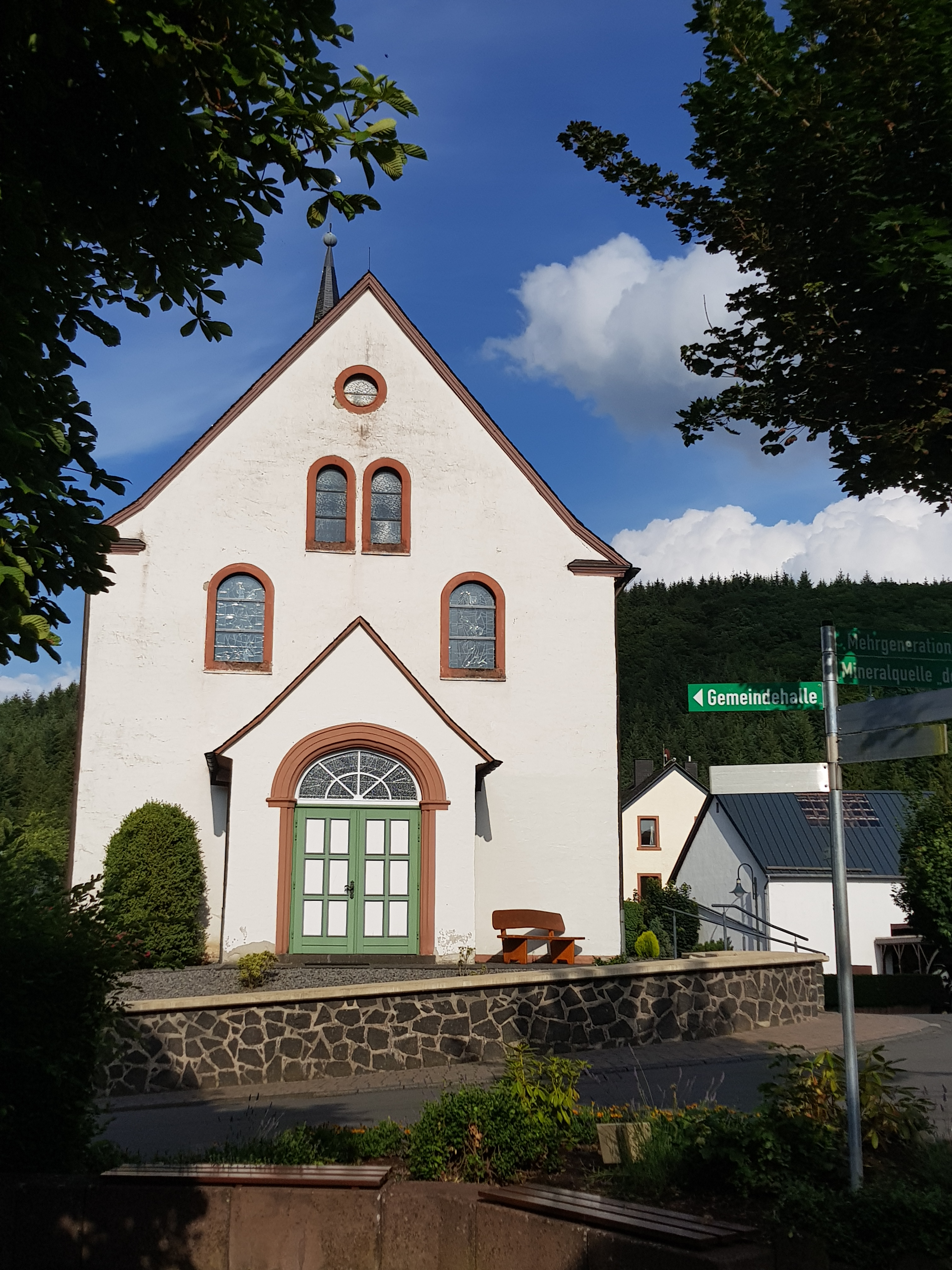
Pfarrkirche St. Sebastian

### Bauwerke
- Pfarrkirche St. Sebastian (erste Erwähnung 1330)
- ehemalige Mühle am Ortseingang von Niederstadtfeld im Zuge der Landesstraße 27 von Oberstadtfeld her kommend (erste Erwähnung 1508)

Siehe auch: Liste der Kulturdenkmäler in Niederstadtfeld

### Grünflächen und Naherholung
- Wandern in und um Niederstadtfeld[6]
- Kohlensäurehaltige Trinkwasserquelle Niederstadtfelder Drees, im Zuge der Landesstraße 27 in Richtung Schutz, ca. 50 m vom Ort entfernt[7]
- Seit dem Jahr 2007 führt der Kosmos-Radweg, von Daun nach Meerfeld, durch Niederstadtfeld. Am Busplatz befindet sich ein Info-Punkt zum Planeten Neptun.

### Regelmäßige Veranstaltungen
- Jährliches Kirmes- bzw. Kirchweihfest
- Traditionelles Ratschen oder Klappern am Karfreitag und Karsamstag
- Hüttenbrennen am ersten Wochenende nach Aschermittwoch (sogenannter Scheef-Sunisch)[8][9][10]

## Bildung
Die Grund- und Ganztagshauptschule des Ortes wurde 2011 geschlossen.